# 世界树与不思议的迷宫
《世界树与不思议的迷宫》是2015年任天堂3DS游戏，为《世界树迷宫》之衍生作品。

## 评价
游戏日版首周销量6.5万套，位居榜单第二名。日本杂志《Fami通》打出34/40分。